# Marksistična politična ekonomija
Marksistična politična ekonomija (ki se opira na dela Karla Marxa in Friedricha Engelsa) izhaja iz historično-materialističnega pojmovanja družbe in njenega razvoja, ki za podlago družbenih odnosov oziroma družbeno bazo vzame stanje produktivnih sil in produkcijskih odnosov, na osnovi katerih se izoblikujejo ostali družbeni odnosi (npr. država in pravo) oziroma družbena nadstavba. S tega izhodišča si prizadeva razumeti ekonomske zakonitosti danega družbenega načina produkcije, pri čemer je posebna pozornost posvečena obrazložitvi izkoriščevalskih mehanizmov in pogojev zanje, s tem pa tudi načinu prisvajanja družbenega presežka in upravljanja z družbeno produkcijo. Za marksistično ekonomsko teorijo so pomembna še protislovja, ki jih vidi v danih produkcijskih odnosih; v teh s historično-materialistične perspektive vidi zametke novega produkcijskega načina, ki se razvija iz protislovja svojega predhodnika.
Pri razvoju Marxove ekonomske teorije je pomembno vlogo igrala njegova kritika klasičnih ekonomistov (npr. Adama Smitha in Davida Ricarda), pa tudi zgodnejših ekonomskih šol (npr. fiziokratskega ekonomista Francoisa Quesnaya). Njegovo najpomembnejše delo na področju ekonomije je sklop zvezkov Kapital: kritika politične ekonomije, ki je ostal pomembna referenca za vse, ki so se v nadaljevanju ukvarjali z marksistično politično ekonomijo.

## Marksistična ekonomska teorija

### Zakon vrednosti in blagovna menjava
Marx je pri blagovni menjavi razlikoval med uporabno vrednostjo in menjalno vrednostjo. Uporabna vrednost blaga je njegova zmožnost zadovoljiti človeško potrebo. Za potek blagovne menjave je ključno, da se za blago prepozna, da izpolnjuje človeško potrebo (tj. da ima uporabno vrednost); pri tem je za Marxa vseeno, ali so to nujne življenjske potrebe ali arbitrarno določene potrebe. Menjalna vrednost blaga je razmerje, po katerem se to blago menja z nekim drugim blagom; skupni imenovalec je Marx videl v tem, da je za proizvonjo obeh vrst blaga potrebna enaka količina človeškega dela. Konkretna oblika tega človeškega dela je za vsako blago drugačna, imajo pa kljub temu vsa blaga skupno značilnost, da so produkt človeškega dela. Vrednost blaga je določena na osnovi družbeno povprečnega delovnega časa; delovnega časa, ki je v povprečju potreben, da se proizvede dana količina danega blaga. Delovni čas konkretnega producenta lahko odstopa od tega povprečja, pri čemer pa on nosi posledice te razlike (je na boljšem, če je njegov delovni čas krajši in na slabšem, če je daljši).
Marx je ločil štiri oblike vrednosti: slučajno obliko vrednosti, razvito obliko vrednosti, splošno obliko vrednosti in denarno obliko vrednosti. Pri slučajni obliki pride do neposredne blagovne menjave, kar je Marx matematično izrazil z enačbo:
xA=yB
x,y: količina blaga
A,B: vrsti blaga
Takšna oblika vrednosti je prva oblika blagovne menjave in osnova za naslednje, bolj razvite oblike blagovne menjave; te jo dopolnjujejo in dodajajo vmesne korake, je pa ne negirajo. Razvita oblika vrednosti je niz slučajnih oblik vrednosti, uporablja pa se, ko je blagovna menjava že ustaljeni družbeni proces. 
Za lažje izražanje vrednosti se iz razvite oblike razvije splošna oblika vrednosti, pri kateri eno blago prevzame vlogo splošnega (občega) ekvivalenta, v katerem vsa druga blaga izražajo svojo vrednost. Ko je splošni ekvivalent takšno blago, da izven blagovne menjave nima nobene uporabne vrednosti in je uporabno edini kot indikator vrednosti drugega blaga, to blago postane denar; s tem splošna oblika vrednosti preide v denarno obliko. V splošni in denarni obliki vrednosti ni več neposredne blagovne menjave, ampak se ta za obe strani menjave razdeli na ločeni fazi nakupa in prodaje; vrednost mora najprej stopiti v obliko splošnega ekvivalenta, šele nato pa potrošnik dobi končno blago. Takšno obliko blagovne menjave je Marx imenoval cirkulacija blaga, ki jo je označil s formulo:
B-D-B
B: blago
D: denar
Pri tej cirkulaciji je za Marxa ključno dvoje: da se med cirkulacijo velikost vrednosti ne spremeni in da je cirkulacija povratna; nobeden izmed teh pogojev ni izpolnjen pri cirkulaciji kapitala.
Marx je razlikoval med (menjalno) vrednostjo blaga in njegovo ceno. Vrednost blaga je izhodišče za izoblikovanje cene, na katero pa vpliva razmerje med ponudbo in povpraševanjem, kar tudi pomeni, da je lahko cena nekega blaga nad ali pod njegovo vrednostjo. Kljub vplivu ponudbe in povpraševanja na izoblikovanje cen pa je za Marxa takšna razlaga neustrezna. Poleg tega, da se dolgoročni nihanja v ceni tudi medsebojno poravnajo, ne pojasni izhodišča za ceno blaga in izvora profita, ko sta ponudba in povpraševanje izravnana; neustrezno razlagalno moč konkurence pri teh vprašanjih je Marx v Kapitalu eksplicitno komentiral: "Skratka, konkurenca bi morala razložiti vse, česar ekonomisti ne razumejo, medtem ko bi v resnici ekonomisti morali razložiti konkurenco."

### Kapital

#### Definicija kapitala
Marx kapitala ne obravnava zgolj kot znesek vrednosti s posebno obliko cirkulacije (tj. vrednost, ki je navidezno zmožna ustvariti vrednost iz nič), ampak kot družbeni produkcijski odnos (tj. odnos do produkcijskih sredstev in posledično način prisvajanja ustvarjenega produkta). Istočasno izpostavi, da so produkcijska sredstva v kapitalističnem načinu produkcije sicer sestavni del kapitala (konstantnega kapitala), niso pa sama po sebi kapital, ampak imajo takšno vlogo le ob kombinaciji mezdnega dela in kapitalistične privatne lastnine.
Z vidika blagovne menjave je kapital definiran kot vrednost, ki se tekom cirkulacije poveča; s tem ustvari vtis, da je "vrednost, ki ustvarja vrednost, ker je sama vrednost". Cirkulacijo kapitala je Marx zapisal kot 
D-B-D'
D: denar
B: blago
D': denar po zaključeni cirkulaciji;
velja tudi D'>D
Cirkulacija kapitala se od cirkulacije blaga razlikuje po tem, da se vmes spremeni obseg vrednosti, pri cirkulaciji blaga (B-D-B) pa ta ostaja nespremenjena. Marx je argumentiral, da ta sprememba v vrednosti ne more izhajati iz menjave, ker bi v tem primeru prišlo le do prerazporeditve že obstoječe vrednosti; to je igra ničelne vsote (pridobitev ene strani je enaka izgubi drugi strani menjave), hkrati pa se s tem ne ustvari nova vrednost. Marx je, opirajoč se na zakon vrednosti, vir profita videl v viru nove vrednosti; v produkcijskem procesu. Vir profita je obrazložil z razliko med vrednostjo delovne sile in vrednostjo, ki jo ta delovna sila ustvari; to razliko si prisvoji kapitalist, saj si prisvoji produkt, v katerem je novo ustvarjena vrednost.
Na osnovi tega je Marx ločil tri večje sestavne dele kapitala: konstantni kapital, variabilni kapital in presežno vrednost. Konstantni kapital predstavlja tisti del kapitala, ki svojo vrednost le prenese na nov produkt in sam ne ustvarja nove vrednosti, je pa predpogoj za ustvarjanje nove vrednosti (ker delavec potrebuje produkcijska sredstva, da lahko sploh realizira svojo delovno silo). Konstantni kapital se nadalje deli na cirkulirajoči kapital (ki se v celoti porabi v eni cirkulaciji kapitala) in fiksni kapital (ki se razporedi čez več ciklov): primer prvih so surovine, primer drugih pa stroji z večletno življenjsko dobo, ki se v posamezni cikel kapitala obračunajo kot obraba (amortizacija). Variabilni kapital in presežna vrednost skupaj sestavljata tako imenovano živo delo oziroma vso vrednost, ki se na novo ustvari tekom cirkulacije kapitala. Variabilni kapital so izdatki kapitalista, namenjeni delovni sili; najpomembnejši element variabilnega kapitala so mezde (v takšni ali drugačni obliki). Presežna vrednost je razlika med variabilnim kapitalom in vso ustvarjeno vrednostjo, ki si jo kapitalist prisvoji, ne da bi mu za to bilo treba dati karkoli v zameno .
Razmerje med presežno vrednostjo in variabilnim kapitalom je Marx definiral kot mero presežne vrednosti, ki pove razmerje med ustvarjeno vrednostjo, ki ostane kapitalistu, ter ustvarjeno vrednostjo, ki ostane mezdnemu delavcu. Matematično je Marx mero presežne vrednosti definiral z enačbo: 
pv'=pv/v
pv': mera presežne vrednosti
pv: presežna vrednost
v: variabilni kapital
Mero presežne vrednosti je Marx apliciral kot meritev delitve vsega realiziranega dela na potrebni in presežni del; ker je za mersko enoto dela postavil delovni čas, mera presežne vrednosti  funkcionira tudi kot delitev delovnega dneva na potrebni in presežni delovni čas. V potrebnem delovnem času delavec reproducira lastno delovno silo, v presežnem delovnem času pa ustvarja vrednost za kapitalista brez kompenzacije. Pri tem pa Marx opozori, da je takšna delitev delovnega dneva na potrebni in presežni del zgolj ponazoritev in da oba dela nista časovno ločena (kar je tudi navedel kot pomembno razliko med kapitalizmom in fevdalizmom); ta razlika pride do izraza šele ob prodaji končnega izdelka in prehodu kapitala v denarno obliko.
Mera presežne vrednosti pove razmerje med dvema sestavnima deloma živega dela; za kapitalista je pomembna v kontekstu njenega vpliva na profitno mero, ki je definirana kot razmerje presežne vrednosti nasproti celotnemu kapitalu (vsoti variabilnega in konstantnega kapitala) in je podana z enačbo:
p'= pv/(k+v)
p': profitna mera
pv: presežna vrednost
k: konstantni kapital
v: variabilni kapital
Marx je v tretjem zvezku Kapitala uvedel koncept profitne mere iz dveh razlogov: za nadaljnje izpeljave delitve dela znotraj družbenega kapitala in za razvoj koncepta tendenčnega padanja profitne mere.
V prvem (pa tudi v drugem) zvezku Kapitala je Marx zavoljo lažje obrazložitve produkcije presežne vrednosti obravnaval kapital kot homogeno celoto; kot proces, v katerem se ustvari in realizira vsa presežna vrednost brez posrednikov in odtegljajev. V tretjem zvezku Kapitala se je lotil delitve dela znotraj družbenega kapitala, kjer je razlikoval med industrijskim, trgovskim in obrestonosnim (bančnim) kapitalom; vsak tip kapitala je obravnaval v njegovi najbolj "čisti" obliki (pri trgovskem kapitalu npr. ni nadaljevanja produkcijskega procesa). Industrijski kapital je definiral kot kapital, v katerem se ustvarja presežna vrednost in se del te tudi realizira. Za vir profita trgovskega kapitala v njegovi čisti obliki je navedel razliko med vrednostjo in ceno, po kateri pridobi trgovsko blago od industrijskega kapitalista. Marx je še primerjal položaj trgovskega kapitala v kapitalizmu in fevdalizmu. V fevdalizmu je trgovski kapital bil samostojna sila in močnejši partner nasproti produkcijskemu procesu, v kapitalizmu pa je trgovski kapital posledica delitve dela znotraj kapitalističnega razreda in je vezan na produkcijo. 
Lastnik obrestonosnega kapitala tega daje v uporabo dolžniku (Marx uporablja izraz "fungirajoči kapitalist"), pod katerim se proizvaja presežna vrednost (vrednost cirkulira kot produktivni kapital); del te presežne vrednosti gre v obliki obresti lastniku obrestonosnega kapitala (upniku) kot lastniški naslov; z vidika lastnika obrestonosnega kapitala ta najbolj približuje iluziji kapitala kot vrednosti, ki samo sebe povečuje. Višina obrestne mere je določena z razmerjem med ponudbo in povpraševanjem po kapitalu, njena zgornja meja pa je profitna mera kapitala. 

#### Prvotna akumulacija
S pojmom prvotna akumulacija Marx in klasični ekonomisti označujejo koncentracijo produkcijskih sredstev, ki niso posledica kapitalističnih produkcijskih odnosov (niso rezultat kapitalistične akumulacije), je pa ta koncentracija predpogoj za njihovo vzpostavitev. Marx je klasičnim ekonomistom očital, da so ti nastanek kapitalizma pojmovali ahistorično (da dejanski zgodovinski nastanek kapitalizma ni v skladu z njihovimi predstavami) in ga prikazovali kot idiličen proces, njihovo različico pa je označil za "otročarijo" in "ekonomsko različico prvotnega greha". Marx je ključen moment za nastanek kapitalizma videl v razlastitvi kmečkega prebivalstva, v tretjem zvezku Kapitala pa je kot pomemben dejavnik navedel še spremembo zemljiške rente iz delovne in blagovne v denarno obliko. Pomembna momenta je še videl v kolonializmu (in kolonialnemu plenjenju) ter akumulaciji trgovskega kapitala, ki se je nato širil v produkcijsko sfero (npr. s postavitvijo manufaktur).

### Mezdno delo
Mezdno delo je Marx označil za temeljno značilnost kapitalističnih produkcijskih odnosov, pri čemer je prevlada kapitalistične privatne lastnine (tj. da so produkcijska sredstva v lasti buržoazije) eden izmed pogojev za mezdno delo kot prevladujoč produkcijski odnos. Po Marxu morata za obstoj razreda mezdnih delavcev biti izpolnjena dva pogoja. Prvi pogoj je, da je mezdni delavec osebno svoboden, po čemer se razlikuje od sužnja in tlačana; ni vezan na nobenega konkretnega kapitalista in formalno gledano ni prisiljen sploh stopiti v delovno razmerje. Je pa kljub temu ekistenčno vezan na buržoazijo in na oddajanje svoje delovne sile zaradi drugega pogoja mezdnega dela; ker ni lastnik produkcijskih sredstev, potrebnih za realizacijo lastne delovne sile.
Pri mezdnem delu Marx loči med delovno silo in delom oziroma vrednostjo delovne sile in vrednostjo, ki jo ta delovna sila ustvari. Ta razlika je pomembna, ker mezda delavca ni določena na osnovi dela, ki ga ta opravi, temveč na osnovi vrednosti njegove delovne sile. Ta je definirana kot količina dela oz. obseg življenjskih potrebščin in storitev, potrebnih za reprodukcijo mezdnega delavca kot nosilca delovne sile (da ostane živ in dovolj pri močeh za nadaljnje delo); Marx je v stroške reprodukcije delovne sile štel še vzdrževanje in šolanje potomstva kot bodoče delovne sile. Razlika med tako definirano vrednostjo delovne sile in ustvarjeno vrednostjo je izhodišče za pomemben Marxov zaključek, da izkoriščanje mezdnega dela poteka tudi, če se kapitalist drži zakonov blagovne menjave in plača delovno silo po njeni vrednosti (je pa zbijanje njene cene pod njeno vrednost Marx videl kot pomemben ukrep kapitalistov za višanje mere presežne vrednosti in posledično profitne mere).

#### Industrijska rezervna armada
Marx je brezposelnost videl kot logično posledico mezdnega dela kot takega in razvoja kapitalističnega načina produkcije. Ker je eden izmed pogojev mezdnega dela, da delavec ne razpolaga z lastnimi produkcijskimi sredstvi, je za zaposlitev vezan na potrebe kapitalista, pri čemer pa že sama potreba kapitala po delovni sili niha glede na gospodarsko konjunkturo. V času hiperprodukcija se brezposelnost zmanjša (ne pa tudi odpravi) in mezde povečajo, v času gospodarske krize pa se brezposelnost zaradi množičnih odpuščanj poveča; isto velja ob propadu malih kapitalistov zaradi konkurenčnega boja in koncentracije kapitala. 
Marx je nagel razvoj produktivnih sil in s tem produktivnosti dela videl kot eno izmed značilnosti kapitalizma (v nasprotju z npr. fevdalizmom), uvedba novih, bolj produktivnih tehnologij pa ima za posledico odpuščanje delavcev in relativno manjšo povpraševanje po delovni sili; koncentracija kapitala kot posledica konkurenčnega boja in akumulacije kapitala pospešuje razvoj produktivnih sil in omogoča uvajanje novih produkcijskih metod (kjer je pomemben dejavnik uvedba večjih in zmogljivejših strojev), kar dodatno zmanjšuje potrebo po delovni sili in vodi do zaostritve razrednih nasprotij kapitalistične družbe.
Marx za brezposelne delavce uporablja tudi izraza "industrijska rezervna armada" in "relativna preobljudenost". S pridevnikom "relativna" poudari, da je to "odvečno" prebivalstvo glede na potrebe kapitalistične produkcije, ne družbenih produkcijskih kapacitet; s tem se postavi nasproti malthusovskemu pojmovanju odvečnega prebivalstva, ki slednjega definira glede na absolutne produkcijske kapacitete družbe (npr. produkcijo hrane).
Industrijska rezervna armada ima v kapitalizmu dve pomembni funkciji. Prvič, že njen obstoj ustvarja pritisk na zaposlene mezdne delavce, kar kapitalist izkoristi za večanje mere presežne vrednosti (nižanje mezd, večja intenzivnost dela, varčevanje na delovnem mestu...). Drugič, kapital potrebuje stalno razpoložljive delavce ob povečanju produkcije kot posledici akumulacije kapitala; to pride še posebej do izraza v času hiperprodukcije. Nadalje je takšna delovna sila potrebna ob prodoru kapitala v nove gospodarske panoge (zgodovinski primer je bil gradnja železnic).

#### Tendenčno padanje profitne mere
Tendenco o padanju profitne mere je Marx izpeljal kot posledico večanja produktivnosti dela, ki je istočasno orodje konkurenčnega boja. Večja produktivnost dela pomeni zmanjševanje količine dela, potrebnega za proizvodnjo posameznega artikla, kar tudi pomeni, da se povečuje obseg že obstoječe vrednosti (tj. konstantnega kapitala), ki jo živo delo obrača. Pri kapitalu je to razvidno v večanju njegove organske sestave (razmerja konstantnega kapitala nasproti variabilnemu kapitalu), kar ima za posledico, da delež živega dela v celotni vrednosti produkta pada; ker presežna vrednost, vir profita, izhaja iz  (dela) živega dela, s tem posledično pada tudi profitna mera. Marx uporablja besedo tendenca, ker obstaja več ukrepov z nasprotnim učinkom; nekateri izmed teh zadevajo še neizkoriščene zgodovinske možnosti širitve kapitalizma, nekateri pa izhajajo iz istih vzrokov, ki vodijo v padanje profitne mere, kar je tudi razlog, zakaj je Marx tudi dolgoročno padanje profitne mere označil za tendenco.
Kot pomembnejše "vzroke z nasprotnim učinkom" je Marx navedel več dejavnikov. Prvi je dvigovanje mere presežne vrednosti, kar je doseženo s povečanim izkoriščanje delovne sile in tudi zbijanjem cene delovne sile pod njeno vrednostjo. Naslednji pomemben dejavnik je devalvacija (pocenitev) konstantnega kapitala, ki ima poleg priložnostih zgodovinskih dogodkov (Marx je kot primer navedel izgradnjo Sueškega prekopa za pocenitev bombaža) dolgoročni vir v razvoju produktivnih sil (istemu momentu, ki vodi v padanje profitne mere). Pri relativni prenaseljenosti (brezposelnosti) poleg nižanja mezde je Marx pomemben moment nasprotovanja padanju profitne mere videl v nastajanju novih panog z nižjo organsko sestavo kapitala in posledično nadpovprečno profitno mero. Zunanjo trgovino je Marx videl kot vzrok z nasprotnim učinkom, če ta vodi v pocenitev konstantnega kapitala in življenjskih potrebščin (s tem pa tudi variabilnega kapitala) in če to pomeni širitev na trge, kjer ima kapitalist prednost v produktivnosti dela in lahko blago proda dražje.
Teza tendenčnega padanja profitne mere je sprožila polemike tudi med ekonomisti in matematiki, ki sicer sledijo marksistični politični ekonomiji. Takšen primer sta Moshe Machover in Emmanuel Farjoun, ki sta v enačbo za profitno mero poleg mere presežne vrednosti in devalvacije konstantnega kapitala vključila tudi rast prebivalstva, postavila pa sta tezo, da empirično gledano profitna mera dolgoročno nima tendenčnega padanja, ampak niha.

### Renta
Za izhodiščno obrazložitev je zavoljo lažje ponazoritve Marx obravnaval diferencialno rento, ki jo zemljiški lastnik pobira na zemljiščih, ki produktivnemu kapitalistu zaradi posebnih kvalitet omogoča nadpovprečno profitno mero (tj. posebni profit); trije primeri so nadpovprečno rodovitna zemlja, nahajališče nadpovprečno čiste rude, pa tudi lokacija samega zemljišča (npr. za trgovino na drobno). V teh primerih ima  produktivni kapitalist prednost pred konkurenco (njegovo delo je zaradi naravnih danosti bolj produktivno), razliko med profitom tega kapitalista in povprečnim profitom pa pobere zemljiški posestnik. 
Pri tem lastništvo zemlje pomeni le lastniški naslov takšnega dohodka, prenos zemljiške lastnine pa prenos tega lastniškega naslova. Po Marxu je takšna "cena zemljišča" določena s kapitalizacijo rente; preračunom njenega donosa v vsoto kapitala, ki bi po dani obrestni (profitni) meri dajal tolikšno rento. Marx je na problem ne-diferencialne rente (tj. da rento dajejo tudi najslabša zemljišča) za kmetijstvo odgovoril s tezo, da je to podpovprečno produktivna gospodarska panoga; ker zato vsebuje več živega dela, ima poseben (nadpovprečen) profit, ki je hkrati tudi podlaga za obstoj rente na tem zemljišču.
Marx je takšno pojmovanje rente kot delitve presežne vrednosti med kapitalom in zemljiškimi posestniki vzel kot osnovo za njegovo kritiko tako imenovane trinitarne formule (koncept iz klasične ekonomije), po kateri se družbeni dohodek deli na tri dele: dohodek od dela (mezde), dohodek kapitala (presežna vrednost) in zemljiško rento. Marx je nasprotno družbeni dohodek razdelil v dve večji kategoriji: mezde (variabilni kapital) in presežno vrednost, ki se naprej deli znotraj kapitalističnega razreda (npr. obresti) in zemljiškimi posestniki (rento).
Marx je v zgodovinskem nastanku zemljiške rente ločil tri večja obdobja: delovno rento, produktno rento in denarno rento. Pri delovni renti zemljiški lastnik pridobi presežni produkt z neposredno prisvojitvijo presežnega dela (v obliki tlake). Pri produktni renti zahteva presežni produkt v naturalni obliki (npr. v obliki dajatev in davkov), v naslednji fazi pa zahteva rento v denarni obliki; to tudi prisili kmeta v obsežnejše nastopanje na trgu, čemur mora prilagoditi tudi svojo produkcijo. S tem je, v kombinaciji z oderuškim kapitalom ter vzponom manufaktur in kasneje strojne produkcije, uvedba in krepitev denarne rente tudi eden izmed vzvodov proletarizacije kmečkega prebivalstva.

### Teorija kriz
Marx je periodične gospodarske krize kapitalistične ekonomije videl kot obdobja, v katerem njena protislovja pridejo najbolj do izraza. Osnovno protislovje, ki je po Marxu (in Engelsu) tudi vir teh kriz, je protislovje med kolektivnim značajem kapitalistične produkcije (zaradi tržnega gospodarstva in družbene delitve dela), s katero pa buržoazija razpolaga kot s privatno lastnino; to vodi v tržno anarhijo, zaradi prevlade blagovne produkcije pa se tudi izgubi neposredna povezava med produkcijo in konsumpcijo. 
Nadalje je Marx pomemben faktor periodičnih kapitalističnih kriz videl v nagli rasti produktivnosti dela, pri čemer produkcija tako produkcijskih sredstev kot življenjskih potrebščin raste hitreje kot zmožnost njihove konsumpcije, pri čemer konsumpcijske zmožnosti delavskega razreda omejujejo težnje kapitala po večanju mere presežne vrednosti. To vodi do hiperprodukcije (glede na absorbcijske zmožnosti trga), kar vodi do zastoja v blagovni trgovini, ki se nato razširi v vsesplošno gospodarsko krizo. 
Za slednje je kasneje tudi Rudolf Hilferding komentiral, da je njihova funkcija v kapitalizmu absorbirati nihanja v konjunkturi in da so v obdobju krize te družbene skupine prve na udaru. Analiziral je tudi vpliv kriz na kapitalistične monopole, ki so v obdobju krize zaradi prevlade individualnega interesa na račun drugih članov monopola bistveno manj stabilni. Hilferding je teorijo kriz dopolnil z razdelitvijo družbenega kapitala na sferi produkcije produkcijskih sredstev (sfero A) in produkcije potrošnih dobrin (sfero B), krizo pa lahko povzroči že odstopanje od zahtevanih razmerij med obema sferama (če npr. produkcija strojne opreme narašča hitreje, kot jo je produkcija potrošnih dobrin zmožna absorbirati).